# ديف دنلوب
ديف دنلوب هو كاتب أغاني ومغني كندي، ولد في 18 سبتمبر 1965 في أوتاوا في كندا.

## وصلات خارجية
- الموقع الرسمي
- ديف دنلوب على موقع ميوزك برينز (الإنجليزية)